# Atlantoserolis agassizi
Atlantoserolis agassizi är en kräftdjursart som först beskrevs av George 1986.  Atlantoserolis agassizi ingår i släktet Atlantoserolis och familjen Serolidae. Inga underarter finns listade i Catalogue of Life.